# Jüdischer Friedhof (Bederkesa)
Der Jüdische Friedhof Bederkesa ist ein jüdischer Friedhof in Bederkesa-Fickmühlen, einem Ortsteil der Ortschaft Bad Bederkesa der Stadt Geestland im niedersächsischen Landkreis Cuxhaven.

## Beschreibung
Der 602 m² große Friedhof, der von 1754 bis 1902 belegt wurde, befindet sich im Holzurburger Wald (Am Kleinen Holz) an der L 117. Auf ihm sind 8 Grabsteine vorhanden. Der im Jahr 1754 angelegte Friedhof war nur 160 m² groß; er musste im 19. Jahrhundert zweimal erweitert werden.